# 两个小足球队
《两个小足球队》，是1956年中国上海电影制片厂出品，由刘琼執導，韩非、李允中等主演剧情类的电影。影片主要讲述三位学生与足球的故事。该作品也是中国第一部少儿体育题材电影。

## 電影內容
有三个中学生考入了同一所高中，不过这三个人并不是一个班级的同学。
由于该学校决定建立几个足球队，所以这三个人中的周斌决定建立一个足球队。
而与此同时该学校得其他班级也建立了一个足球队，于是这两个队伍举行了一场球赛，但是最后因为周斌所建立的球队失败了，于是这三个人自然是闹了矛盾，后来在长辈和老师的调节下，这三个人于是和好。

## 演员表
- 韩非
- 王蓓
- 李允中
- 尤嘉
- 强明

## 外部連結
- 豆瓣电影上《两个小足球队》的資料 （简体中文）
- 互联网电影数据库（IMDb）上《两个小足球队》的资料（英文）
- 1905电影网链接 （页面存档备份，存于）